# Zweiblütige Tulpe
Die Zweiblütige Tulpe (Tulipa biflora) ist eine Pflanzenart aus der Gattung der Tulpen (Tulipa) in der Familie der Liliengewächse (Liliaceae).

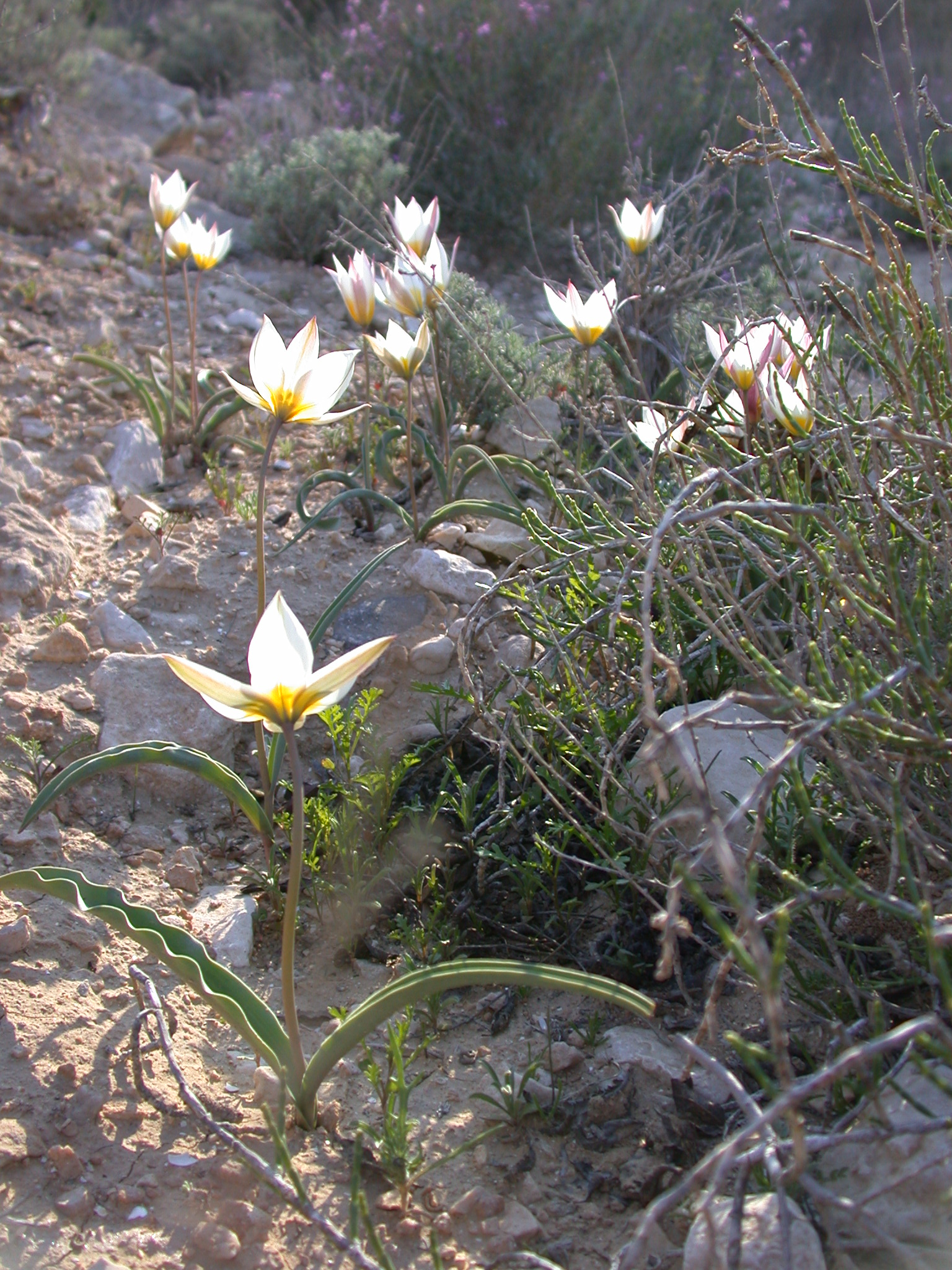
Zweiblütige Tulpe (Tulipa biflora) in Israel in der Wüste Negev

## Merkmale
Die Zweiblütige Tulpe ist eine ausdauernde Zwiebelpflanze, die Wuchshöhen von 10 bis 13 (20) Zentimeter erreicht. Die Zwiebelschuppen sind häutig. Der Stängel ist kahl. Die stets 2 Blätter messen 5 bis 10 (15) × 0,5 bis 1 (2) Zentimeter. Es sind 1 bis 2 (6) Blüten vorhanden. Die äußeren Blütenhüllblätter messen 1,7 bis 3 × 0,4 bis 0,5 Zentimeter, die inneren 2 bis 3,2 × 0,8 bis 1,3 Zentimeter. Die Staubbeutel sind 2 bis 3 Millimeter lang, gelb gefärbt und haben oft eine schwarze Spitze.
Blütezeit ist von März bis April.

## Vorkommen
Die Zweiblütige Tulpe kommt in Südost-Russland, der Ost-Türkei, im Kaukasus, im Iran, im Nord-Irak, in der Kaspischen Wüste und vereinzelt in Serbien, Jordanien und Ägypten in Salzsteppen vor. Ihr Verbreitungsgebiet reicht von Nordmazedonien, der Krim und Ägypten bis Xinjiang.

## Taxonomie
Die Zweiblütige Tulpe wurde 1776 von Peter Simon Pallas in Reise durch Verschiedene Provinzen des Russischen Reichs Band 3, Teil 2, Seite 727 als Tulipa biflora erstbeschrieben. Synonyme sind Tulipa sylvestris var. biflora (Pall.) Ledeb., Tulipa buhseana Boiss. und Tulipa polychroma Stapf.

## Nutzung
Die Zweiblütige Tulpe wird zerstreut als Zierpflanze in Steingärten genutzt. Sie ist seit spätestens 1806 in Kultur.